# 鞍懸寅二郎
鞍懸 寅二郎（くらかけ とらじろう）は日本の武士（赤穂藩士、のち津山藩士）、儒学者。諱は吉寅。字は山君。号は秋汀。位階勲等は贈従四位。

## 生涯

### 赤穂藩抜擢と追放
天保5年（1834年）4月2日（旧暦）、赤穂藩下級藩士、鞍掛素助の次男として生まれる。母は大国氏の女美喜。天保10年に父素助が死去するも、嘉永元年（1848年）、15歳の折に藩主森家と縁故があった小林家を継ぎ、小林寅哉を称した。その年、藩主森忠徳の世子森忠弘の侍続、茶道役として広間詰めの側近として抜擢され、江戸で塩谷宕陰に師事した。
折しも赤穂藩では天保の大飢饉から続く天災により財政が窮乏しており、森主税家出身の家老・森可真、次いで森采女家出身の森三勝が緊縮政策を行ったがことごとく失敗。森家当主も9代藩主・忠貫が夭折したため、急遽弟の忠徳が継いだものの、当初から家老たちに実権を奪われていたために政治に関心を持てずにいた。これがため、忠弘の元で財政改革を推す動きがあった。忠弘は安政4年（1858年）、18歳の若さで夭折したが、その遺命により同年12月、24歳で勘定奉行に任命された。
だが、下級藩士出身の寅二郎の抜擢は可真の子・森可彜や藩の領袖・村上真輔ら上級藩士らの反発を招き、彼らは江戸藩邸にいる忠徳に強硬な談判を仕掛けた。寅二郎が改革の第一歩として側妾の解雇を要求するなど、忠徳自身の綱紀粛正を訴えていたために、忠徳は改革の中止を決断。改革派の家老・森可則は失脚し、寅二郎は責任を一身に受ける形で藩を追放された。
赤穂藩を追放された寅二郎は、最初大坂で藤沢東畡の門を叩いたが、村上による寅二郎への讒言を重んじた東畡はこれを固辞。江戸に戻り、再び宕陰の門人となる。その後、津山藩士・河井達左衛門の紹介で領内香々美村の大庄屋、中島氏の援助を受け、私塾「休嫌学舎」を開校した。当時津山藩では経費捻出策として富くじを発行していたが、寅二郎は『富籤論』を上梓してこれを批判。これが功を奏し、文久2年（1862年）、津山藩お抱えの儒者として召し抱えられた。その間、名を松枝寅五郎、次いで鞍懸寅二郎へと改名している。併せてこの年、国事周旋掛（他藩応対係）を任じられ京に赴き、諸国の志士たちと接した。
一方、寅二郎が藩を追放された後の赤穂藩は再び主税一派が実権を握ったが、藩を二分した党争によって財政は益々窮乏した。文久3年、党争はいよいよ憤激した西川升吉ら急進派10数名によって可彜、村上両氏が暗殺される事態に発展した。西川ら襲撃者は脱藩し、土佐藩に匿われた。党勢は急進派に傾き、復権した可則は事件を不問として村上一族を追放。一族誅殺の恐れを抱いた村上真輔の次子・河原駱之輔は藩大目付に訴えたが拒絶され、悲嘆の内に切腹した。これにより、村上一族ら旧保守派は復讐のために動き出すこととなった。
この事態に可則は、寅二郎に調停を依頼。寅二郎は土佐藩を説得し、襲撃者の帰還を認めさせた。帰国した襲撃者は入牢したがほどなく解放され、長州藩に渡って倒幕活動に身を投じた。彼らは赤穂藩を勤王派に属させようと活動したが藩論傾かず、西川は再び暗殺を計画したのか仲間と同士討ちを起こし誅殺された。一方の村上一派も復讐の手を緩めることはなく、その標的は寅二郎の姉婿にして、最初の可彜、村上両氏の暗殺の際に穏健な立場に終始したためにどっちつかずの立場にいた野上鹿之助に向かい、慶応3年にこれを襲撃し殺害した。
村上一派の復讐は明治4年（1871年）の、「高野の仇討ち」まで続く。

### 第一次長州征伐と小豆島事件
かくして赤穂藩が紛糾していた最中、文久3年8月は王政復古運動は最大の危機を迎えていた。この月に大和行幸が宣下され、攘夷派の気運が高まる中、八月十八日の政変によって朝議は一変。長州藩は京都警固の任を解かれ、三条実美ら攘夷派の公家が長州へと落ち延びた（七卿落ち）。この事件において、津山藩主・松平慶倫は病に伏しており、老臣海老原信濃が各藩との折衝に当たった。慶倫は池田慶徳（因幡）、池田茂政（備前）、蜂須賀茂韶（阿波）など自身の兄弟たちと協議し、幕府に対し、毛利敬親親子への譴責を赦すよう連署を出しているが、寅二郎は副使として江戸に赴き、酒井忠績、板倉勝静らに面会している。
翌文治元年、禁門の変によって窮地に立たされた長州藩に対し、幕府側は長州征討に向けた動きを見せていた。その最中、8月25日に瀬戸内海沖に停泊していたイギリス船上で銃が暴発し、一部が津山藩領となっていた小豆島の住人が流れ弾によって死亡した事件が発生した。慶倫は寅二郎にイギリスとの損害賠償交渉に当たらせ、寅二郎はまず小豆島で10日ほど現地調査を行い、その後江戸に赴いて幕府外国奉行を介して英国行使と交渉。交渉の最中に馬関戦争が勃発し、英国が賠償金300万ドルを幕府に肩代わりさせることで講和が成ったことで幕府側の対応は弱腰であった。
だが寅二郎の粘り強い交渉によって翌慶応元年4月23日、英国側は銀貨200枚を以て賠償とすることで合意した。
長州征討の最中、寅二郎が対外交渉のため江戸に滞在していたのは、一説には前年から長州征討派兵に反対し諫言を繰り返していた寅二郎をこの問題から遠ざけたからだとされている。津山藩が勤王派であった寅二郎を重用していたのは前藩主にして、徳川家斉の第15子である松平斉民（確堂）による所が大きかった。だが、津山松平家嫡流の慶倫が当主になり、確堂が江戸詰めとなる頃には佐幕派が勢いを取り戻していた。翌慶応2年からは藩政から遠ざけられるように江戸藩邸在番を命じられている。翌慶応3年、在勤を終え津山に戻るも政治に参画する機会はなかった。

### 遭難

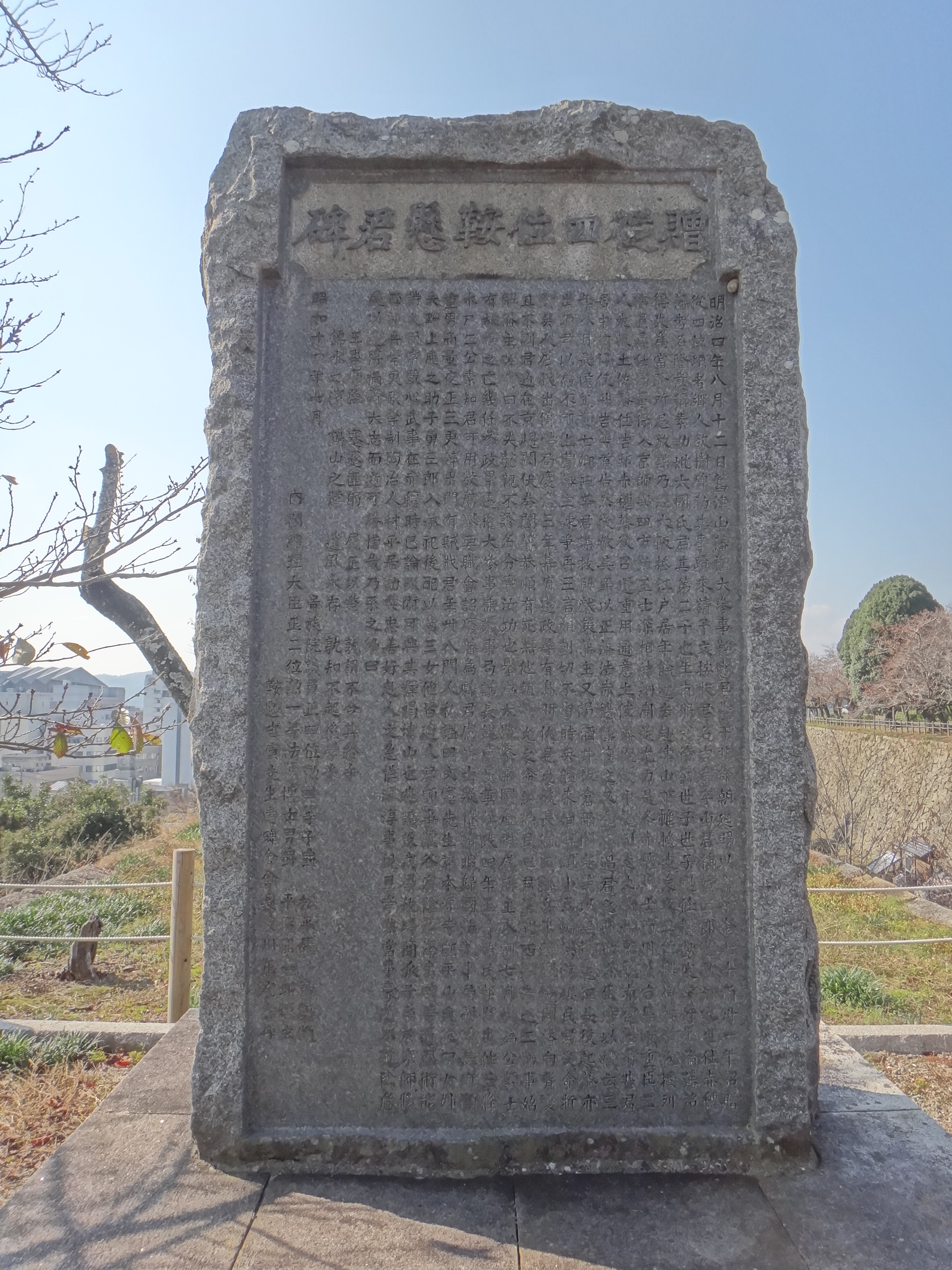
津山城址鶴山公園にある鞍懸寅二郎顕彰碑

慶応4年、すなわち明治元年（1868年）になると鳥羽・伏見の戦いで幕府軍が敗退し、徳川慶喜は大阪城を退去し、江戸へと逃げ帰った。情勢が完全に勤王派に傾くにつれ、守旧的な津山藩及び慶倫に対する圧力は日増しに高まっていった。事態は長州、岡山両藩が兵を藩境まで進め、その向背を詰問するまでになり、ここでようやく寅二郎は大目付として復権した。寅二郎は朝廷への二心はないという確認の勅命を受けて帰国。藩論を勤王倒幕に統一して、両藩との調停に成功した。
明治2年、大政奉還が成ると寅二郎は権大参事、議事局議長を命じられた。だが、今度は田安亀之助（徳川家達）の後見人を命じられた確堂の支持派が佐幕派に転身。他藩出身で下級武士の出自である寅二郎に反発を見せ始めた。
そして明治4年（1871年）、民部省出仕を命じられ東京に出た。この年の7月、廃藩置県が発布され、民心動揺を憂慮した寅二郎は津山に帰郷。帰路で慶倫が死去したことを知る。すでに藩内は確堂派に占められており、寅二郎は8月12日夜半、親交のあった河瀬重男を訪ね、その帰路につこうとした玄関先で何者かによる待ち伏せに遭い、短銃の一撃を胸に受け死亡した。襲撃者の正体は現在も判明していない。享年38。
森家藩祖の墓がある津山本源寺に葬られた。戒名は穆応院殿文明道憲大居士。朝廷から祭粢料として金70両が下賜された。四女が遺され、そのうち三女が野上鹿之助の遺児、勇二郎と結婚し、鞍懸家を継いだ。
明治31年（1898年）7月4日、従四位が追贈された。
昭和17年（1942年）12月13日、津山城址鶴山公園に、旧津山藩士族の平沼騏一郎の碑文による顕彰碑が建立された。

## 人物
鞍懸寅二郎は赤穂藩、津山藩と党争によって疲弊していた小藩に仕え、度々調停と交渉を請け負っていた。外国勢力から国を護るために、対立を止めて大同団結するべきという情熱的な憂国の士であり、その舌鋒は自らの主君にも容赦なく向けられた。赤穂藩主・森忠徳には側妾を廃するよう進言し、第一次長州征伐出兵問題で藩論に押され幕府側につこうとする津山藩主・松平慶倫に対しては、「浄光院（津山松平家の藩祖である松平秀康）在天の神霊、いかばかり、ご嘆息遊ばさるべくと存じ奉り候」と痛烈な論調でその非違を説いた
寅二郎が仕えた赤穂藩、津山藩はともに優柔不断でリーダーシップに欠ける藩主や、藩内が家臣内の軋轢から二分し、立場を変えながら延々と内部抗争を続けている事、そして赤穂事件に端を発する、暴力による安易な解決を図ろうとする短慮さなどで共通している。寅二郎は才能が認められて抜擢されるも、守旧的な上級藩士一派による反動と、厭世的な主君に煙たがられたことで藩内で孤立し、必要以上に敵を作ってしまった。赤穂藩では村上真輔の次男・河原駱之輔が藩儒における先輩格にあったとされ、それ故に村上一族は可彜、村上両氏暗殺の黒幕は寅二郎であるとして、寅二郎を誹謗する覚書を遺している。津山藩でも勤王派として慶倫ら佐幕派に睨まれ、大政奉還後には一転して、前藩主確堂支持派の反発を招いた。

### 島田母子の顕彰
慶応3年、津山藩内院ノ庄（現津山市院庄）に島田馬ノ丞なる人物の妻なかと娘浅野が自害をした。生活に貧窮していた島田が盗みを犯して入牢したため、藩にかは私たちであるとその罪を被り、釈放を求めての犠牲行為だった。寅二郎はこの事件を母子の犠牲にいたく感激し、母子の遺書を1万枚以上も印刷し、諸藩の知人に配布した。また、自ら碑文を記しては母子を顕彰し後世への偉業としようと活動した。寅二郎は友人たちの感想文を収録した『鳴鶴余音』なる文集を明治2年に出版。さらにその続編も出版しようとしたが、これは寅二郎が明治4年に死去したため出版されなかった。
顕彰碑は「貞烈純孝島田母子之碑」の銘で、慶応3年に、院ノ庄構城址に建立された。この構城址は、森忠政が津山藩に転封された後初めて拠点を構えようとした場所である。母子の犠牲は自らの階級に汲々としている士大夫たちに対する「頂門之一針」（警告）であると記している。2度も武士階級の壁に阻まれて不遇をかこっていた寅二郎は現状打破を試みて、母子の犠牲を美談にせんと躍起になっていた。この活動が諸藩の士に健在を示す形になったのか、慶応4年の復権へとなった。

### 写真
写真の鞍懸寅二郎は三葉葵の紋付きを羽織り、右手には乗馬用の鞭がある。これらはいずれも慶倫から拝領したものである。従って、津山藩士時代の1862年から死去する1871年までに撮影されたと推測される。

## 参考資料
- 片山伯山（編）、江原万理（著）『勤王の志士 鞍懸寅二郎 -原題 祖父の書翰-』鞍懸吉寅先生顕彰会 1961年
- 宮崎 十三八、安岡 昭男（編）『幕末維新人名事典』新人物往来社 1994年 ISBN 978-4404020635
- ～慶応年間の鞍懸寅二郎－彼の書簡より～ 小島徹 津山郷土博物館 2000年